# HObbit (киберспортсмен)
Абай Нурбекович Хасенов (род. 18 мая 1994) — казахский профессиональный игрок в Counter-Strike: Global Offensive, также известный под псевдонимом HObbit. Победитель PGL Major Kraków 2017 в составе Gambit Esports.

## Карьера
Абай, будущая казахская звезда киберспорта, начал свой путь в команде PARTY в 2015 году, которая сменила своё название на TENGRI в 2016 году.
В 2016 году дарование команды TENGRI заметила крупная компания Gambit Esports, где уже были Даурен «Adren» Кыстаубаев, Рустем «mou» Телепов, Михаил «Dosia» Столяров, где с Абаем подписывают контракт.
2017 год стал знаковым годом не только для Hobbit, но и для всего СНГ-сообщества. Новость о победе Gambit на PGL Major Kraków 2017 облетела весь мир, а выигрышем стали 500 000 долларов. Спустя время игроки начали покидать организацию и в сентябре 2018 года Hobbit был выставлен на трансфер.
После ухода он возвращается к коллегам под тэгом K23 и выигрывает 1 500 000 тенге на WESG 2018 Central Asia: Kazakhstan. Однако спустя три месяца он присоединяется к европейской организации HellRaisers.
Единственным весомым достижением команды с Абаем была победа на WePlay! Forge of Masters 2019 и 3000 долларов.
В октябре 2019 года перешёл в команду Winstrike.
В августе 2020 года вернулся в организацию Gambit Esports и выступал под тегом Gambit Youngsters.
В октябре 2020 года организация убрала Youngsters из названия, теперь Абай и его команда выступали под тегом «Gambit»
В мае 2021 года его команда занимает 1 строчку в мировом рейтинге по версии HLTV.org.
6 июня 2022 года американская организация Cloud9 с участием Абая Хасенова выиграла турнир IEM Dallas в дисциплине Counter-Strike: Global Offensive. В финале Cloud9 смогли победить ENCE со счётом 3:0. За победу на турнире Cloud9 заработала 100 000 долларов.

## Достижения
Только на турнирах с призовым фондом выше 100’000$.
Жирным выделены major-турниры.
| Место | Команда        | Турнир                                | Место проведения | Дата проведения       | Призовые (долл.) |
| 2017  | 2017           | 2017                                  | 2017             | 2017                  | 2017             |
| ----- | -------------- | ------------------------------------- | ---------------- | --------------------- | ---------------- |
| 5—8   | Gambit Esports | ELEAGUE Major: Atlanta 2017           | Атланта          | 22—29 января          | 35 000           |
| 1     | Gambit Esports | PGL Major Kraków 2017                 | Краков           | 16—23 июля            | 500 000          |
| 1     | Gambit Esports | ROG Masters 2017                      | Куала-Лумпур     | 7—10 декабря          | 117 500          |
| 2018  |                |                                       |                  |                       |                  |
| 9—11  | Gambit Esports | ELEAGUE Major: Boston 2018            | Атланта/Бостон   | 12—28 января          | 8750             |
| 20—22 | Gambit Esports | FACEIT Major: London 2018             | Лондон           | 5—23 сентября         | -                |
| 2019  |                |                                       |                  |                       |                  |
| 12—14 | HellRaisers    | IEM Season XIII — Katowice Major 2019 | Катовице         | 13 февраля — 3 марта  | 8750             |
| 2021  |                |                                       |                  |                       |                  |
| 1     | Gambit Esports | IEM Season XV — World Championship    | Онлайн           | 16—28 февраля         | 400 000          |
| 1     | Gambit Esports | BLAST Premier: Spring Finals 2021     | Онлайн           | 15—20 июня            | 225 000          |
| 3—4   | Gambit Esports | PGL Major Stockholm 2021              | Стокгольм        | 30 октября — 7 ноября | 140 000          |

### Личные достижения
Дважды попадал в топ-20 игроков CS:GO по версии портала HLTV.ORG: 11 место по итогам 2017 года и 6 место по итогам 2021 года.